# Массаж (фильм)
«Массаж» (англ. Rubdown) — телефильм.

## Сюжет
Богатый человек нанимает за $ 50,000 массажиста, бывшего игрока в бейсбол (Джек Коулман), чтобы тот скомпрометировал его жену. Таким образом он надеется получить желанный развод, не теряя своего состояния. Массажист соглашается, хотя он уже договорился с женой, и они разработали план убийства мужа, чтобы состояние досталось жене. Но когда муж убит, появляется настоящая жена и массажисту нужно очистить своё имя. Он начинает собирать по кусочкам доказательства и понимает, что стал оружием в руках другого человека, который давно затаил неприязнь.

## В ролях
| Актёр            | Роль             |
| ---------------- | ---------------- |
| Мишель Филлипс   | Джордана Орвитц  |
| Джек Коулман     | Мэрион Пули      |
| Кент Уильямс     | Армстронг        |
| Алан Тик         | Рэймонд Холлимен |
| Кэтрин Оксенберг | Джорди           |
| Уильям Дивейн    | Гарри Орвитц     |